# Ruta Nacional A016 (Argentina)
La Ruta Nacional A016 es una carretera argentina, que se encuentra en el centro-este de la provincia de Tucumán. Desde el empalme con la Ruta Nacional 9 en San Miguel de Tucumán hasta el acceso al Aeropuerto Internacional Teniente Benjamín Matienzo, recorre 6,8 km asfaltados.
En el km 6,7 se encuentran las cabinas de peaje de acceso al aeropuerto.

## Localidades
Las ciudades y pueblos por los que pasa esta ruta de oeste a este son los siguientes (los pueblos con menos de 5000 habitantes figuran en itálica).

### Provincia de Tucumán
Recorrido: 6,8 km (kilómetro 0 a 6,8).
- Departamento Capital: San Miguel de Tucumán (kilómetro 0-0,7).
- Departamento Cruz Alta: Acceso a Banda del Río Salí y Alderetes (km 2,5).

- Datos: Q6114218